# Ceibos Rugby
O Ceibos Rugby é um time argentino profissional de rugby sediado na cidade de Córdova e que joga a Súper Liga Americana de Rugby, a principal competição de América do Sul.

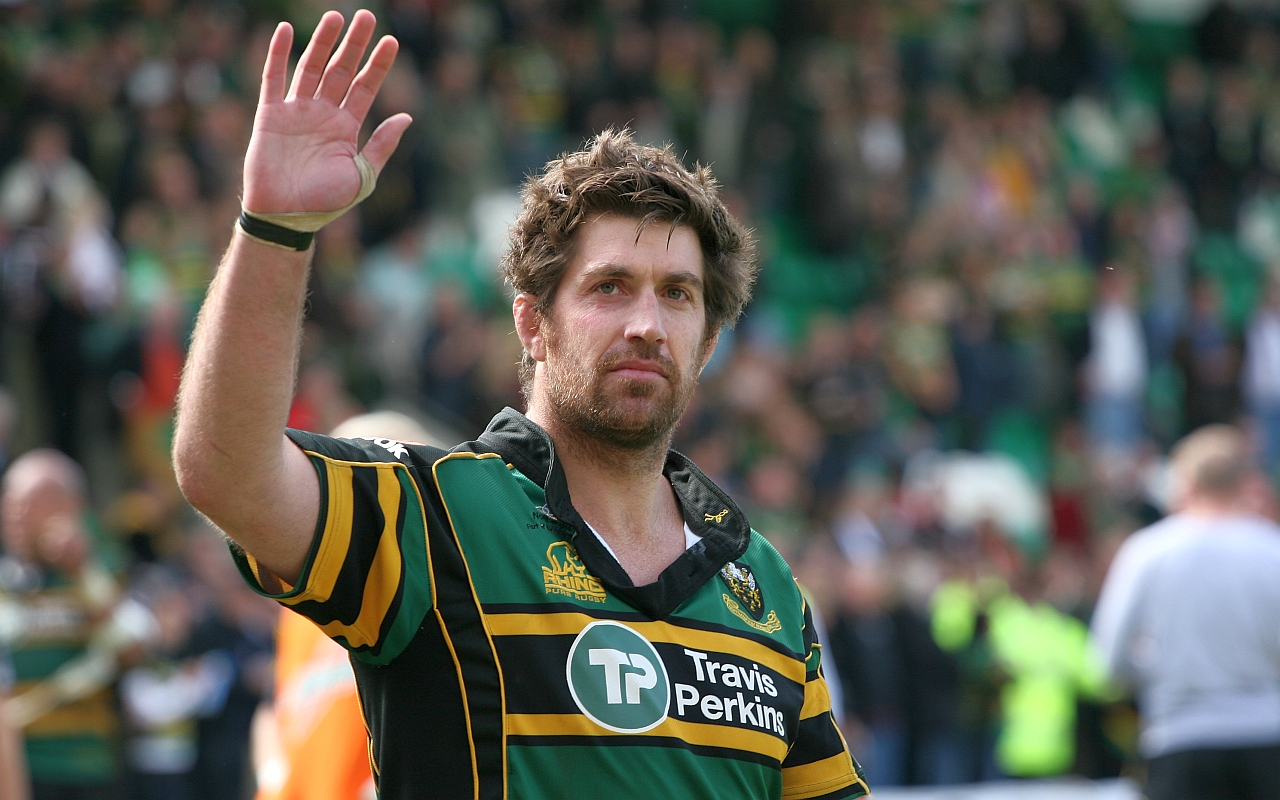
Carlos Fernández Lobbe ex–Puma, é o treinador.

## História
A franquia nasceu em novembro de 2019 como um membro argentino da Súper Liga Americana (SLAR), um projeto de Sudamérica Rugby para profissionalizar o rugby no continente e com apoio econômico de World Rugby. O UAR forneceu 1 milhão de dólares estadounidenses para a organização e contratação da corpo técnico e dos jogadores, além do pagamento de seu salário, as perdas e despesas incorridas recaem sobre uma sociedade anónima na cidade de Santa Fé, a mesma escolha a Córdova como sede pela quantidade de seguidores do rugby.

## Plantel
O elenco é formado apenas por argentinos, sendo o único time da Súper Liga que só terá jogadores de seu próprio país. A equipe tem 30 jogadores, incluindo destaques internacionais como Lucas Mensa.
Treinador: Carlos Fernández Lobbe
Assistentes:
- Diego Giannantonio
- Julio García
- Diego Ternavasio